# 丁巴赫 (奥地利)
丁巴赫（德語：Dimbach）是奥地利上奥地利州佩尔格县的一个市镇。总面积31.4平方公里，总人口1083人，人口密度34.5人/平方公里（2005年）。